# East Farleigh
East Farleigh is een civil parish in het bestuurlijke gebied Maidstone, in het Engelse graafschap Kent met 1500 inwoners.